# Арланд (Вісконсин)
Арланд (англ. Arland) — місто (англ. town) в США, в окрузі Беррон штату Вісконсин. Населення — 712 особи (2020).

## Демографія
Згідно з переписом 2010 року, у місті мешкало 789 осіб у 271 домогосподарстві у складі 206 родин. Було 294 помешкання
Расовий склад населення:
| - 97,6 % — білих - 0,6 % — азіатів - 0,5 % — корінних американців - 1,0 % — осіб інших рас |

До двох чи більше рас належало 0,3 %. Частка іспаномовних становила 2,4 % від усіх жителів.
За віковим діапазоном населення розподілялося таким чином: 29,7 % — особи молодші 18 років, 58,9 % — особи у віці 18—64 років, 11,4 % — особи у віці 65 років та старші. Медіана віку мешканця становила 35,3 року. На 100 осіб жіночої статі у місті припадало 102,8 чоловіків;  на 100 жінок у віці від 18 років та старших — 106,3 чоловіків також старших 18 років.
Середній дохід на одне домашнє господарство  становив 98 395 доларів США (медіана — 64 145), а середній дохід на одну сім'ю — 107 348 доларів (медіана — 66 250). Медіана доходів становила 42 222 долари для чоловіків та 28 365 доларів для жінок. За межею бідності перебувало 6,2 % осіб, у тому числі 5,2 % дітей у віці до 18 років та 13,1 % осіб у віці 65 років та старших.
Цивільне працевлаштоване населення становило 360 осіб. Основні галузі зайнятості: сільське господарство, лісництво, риболовля — 21,7 %, виробництво — 20,8 %, освіта, охорона здоров'я та соціальна допомога — 17,5 %.